# L'altra metà del cielo
Pour plus de détails, voir Fiche technique et Distribution.
L'altra metà del cielo est un film italien réalisé par Franco Rossi, sorti en 1977.

## Fiche technique
- Titre : L'altra metà del cielo
- Réalisation : Franco Rossi
- Scénario : Franco Rossi, Jacques Deval, Augusto Caminito et Maurizio Costanzo
- Photographie : Luigi Kuveiller
- Musique : Adriano Celentano et Detto Mariano
- Pays d'origine : Italie
- Genre : comédie
- Durée : 97 minutes
- Date de sortie : 1977

## Distribution
- Monica Vitti : Susanna Maccaluso
- Adriano Celentano : Padre Vincenzo Ferrari
- Venantino Venantini : Mister Rickie
- Glauco Onorato : Il ladro pentito
- Mario Carotenuto : William Carlos Donegal
- Gianfranco Barra : Minatore
- Paolo Paoloni : l'Évêque de Sidney